# ALKBH2
ALKBH2 (англ. AlkB homolog 2, alpha-ketoglutarate dependent dioxygenase) – білок, який кодується однойменним геном, розташованим у людей на 12-й хромосомі. Довжина поліпептидного ланцюга білка становить 261 амінокислот, а молекулярна маса — 29 322.
| 10         |  | 20         |  | 30         |  | 40         |  | 50         |
| ---------- |  | ---------- |  | ---------- |  | ---------- |  | ---------- |
| MDRFLVKGAQ |  | GGLLRKQEEQ |  | EPTGEEPAVL |  | GGDKESTRKR |  | PRREAPGNGG |
| HSAGPSWRHI |  | RAEGLDCSYT |  | VLFGKAEADE |  | IFQELEKEVE |  | YFTGALARVQ |
| VFGKWHSVPR |  | KQATYGDAGL |  | TYTFSGLTLS |  | PKPWIPVLER |  | IRDHVSGVTG |
| QTFNFVLINR |  | YKDGCDHIGE |  | HRDDERELAP |  | GSPIASVSFG |  | ACRDFVFRHK |
| DSRGKSPSRR |  | VAVVRLPLAH |  | GSLLMMNHPT |  | NTHWYHSLPV |  | RKKVLAPRVN |
| LTFRKILLTK |  | K          |  |            |  |            |  |            |

A: Аланін

C: Цистеїн

D: Аспарагінова кислота

E: Глутамінова кислота

F: Фенілаланін

G: Гліцин

H: Гістидин

I: Ізолейцин

K: Лізин

L: Лейцин

M: Метіонін

N: Аспарагін

P: Пролін

Q: Глутамін

R: Аргінін

S: Серин

T: Треонін

V: Валін

W: Триптофан

Кодований геном білок за функцією належить до оксидоредуктаз. 
Задіяний у таких біологічних процесах, як пошкодження ДНК, репарація ДНК, альтернативний сплайсинг. 
Білок має сайт для зв'язування з іонами металів, іоном заліза, іоном магнію. 
Локалізований у ядрі.